# Площа Бориса Нємцова (Прага)
Площа Бориса Нємцова (чеськ. Náměstí Borise Němcova, до 27 лютого 2020 року мала назву площа Під каштанами чеськ. náměstí Pod kaštany) — площа в празькому районі Бубенеч, Прага 6, де розташовано посольство Росії в Чехії.

## Назва
Площа раніше називалася «Під каштанами», за назвою місцевих дерев.

### Площа Бориса Нємцова
2016 року було створено петицію щодо зміни назви площі на площу Бориса Нємцова, російського ліберального опозиційного політика, вбитого в Москві. Автори петиції заявляли, що Чехія та Прага зокрема має висловити повагу та шану Нємцову. Площа своєю назвою «має постійно нагадувати режиму Путіна», наскільки серйозно чехи ставляться до свободи, демократії та прав людини. До 2020 року петиція отримала більше 4500 підписів.
На підставі клопотання 2020 року міська рада Праги затвердила пропозицію перейменування площі «під Каштанами» на площу Бориса Нємцова. Площа змінила назву 27 лютого, за п'ять років після вбивства Нємцова. У перейменуванні також брала участь донька Бориса Жанна Нємцова.

#### Реакція
Речник президента РФ Дмитро Пєсков заявив, що крім вшанування пам'яті Нємцова, Прага «повинна пам'ятати солдатів СРСР, що загинули під час визволення Чехії від фашистів».

#### Однойменна площа
З 2018 року частину вулиці перед посольством РФ у Вашингтоні, США названо на честь Нємцова. Площа Нємцова також є у вільнюському районі Жверинас (Литва) та близ посольства Росії в Києві.

## Будинки та установи
- Вілла Фрідріха Печека, б. 19/1, спроектована архітектором Максом Шпільманом та побудована Матеєм Блеше в 1927—1930 роках для Бедржиха (Фрідріха) Печечка, який незабаром продав її банкіру Іржі (Джорджу) Попперу. З 1945 року на віллі розміщувалося посольство СРСР потім Посольство РФ у Празі[6].

## Галерея

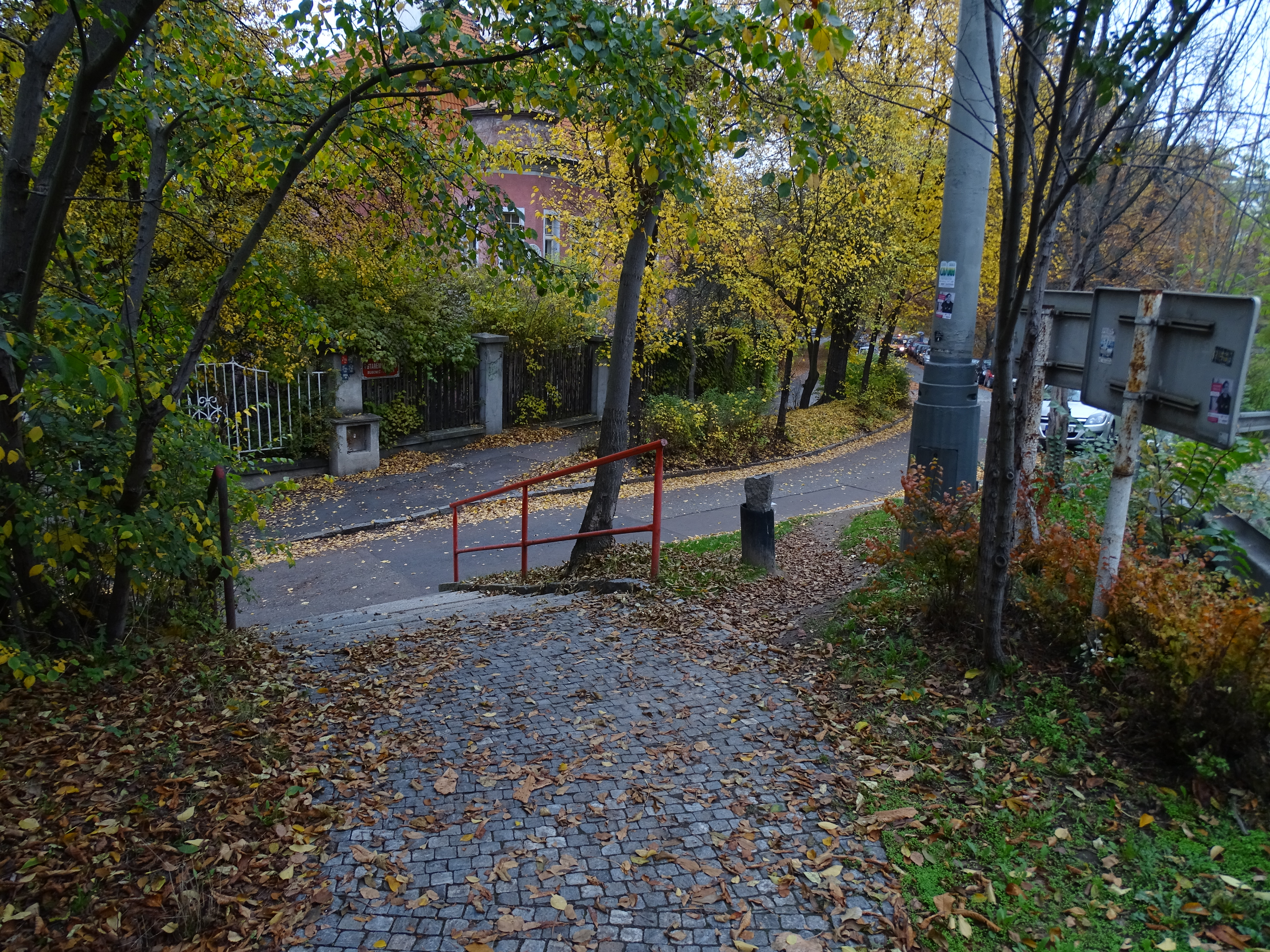
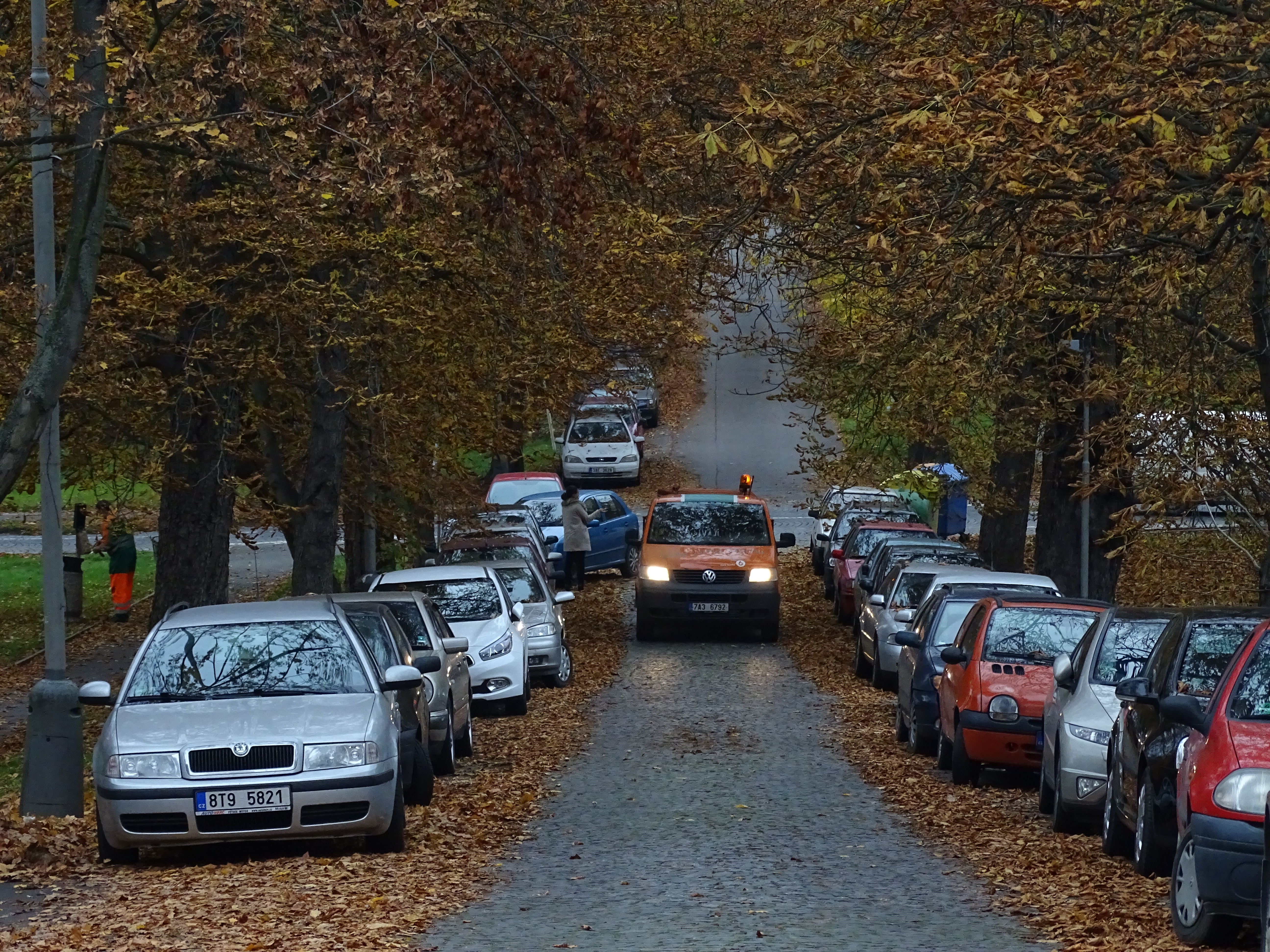
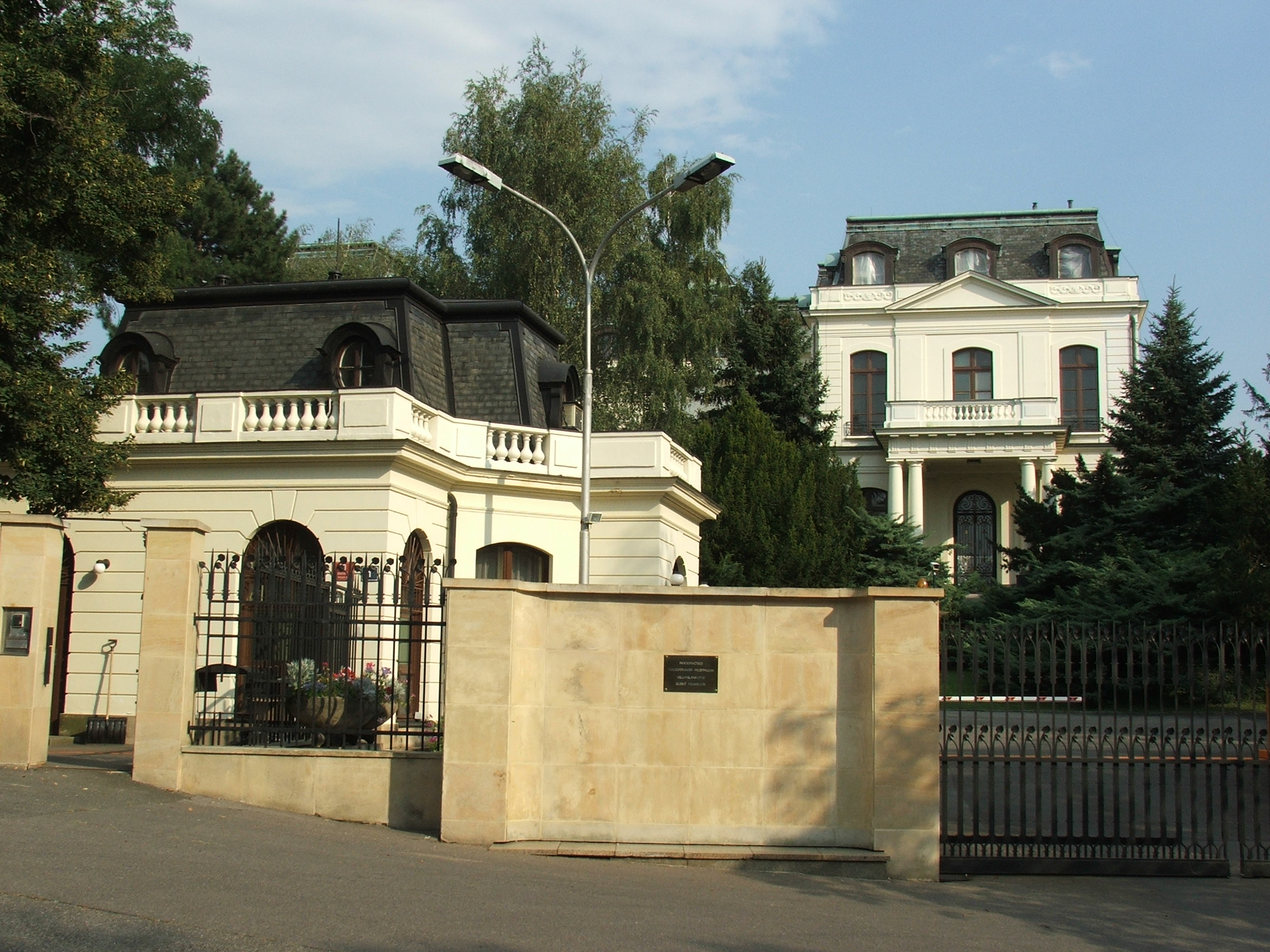
Посольство РФ у Празі
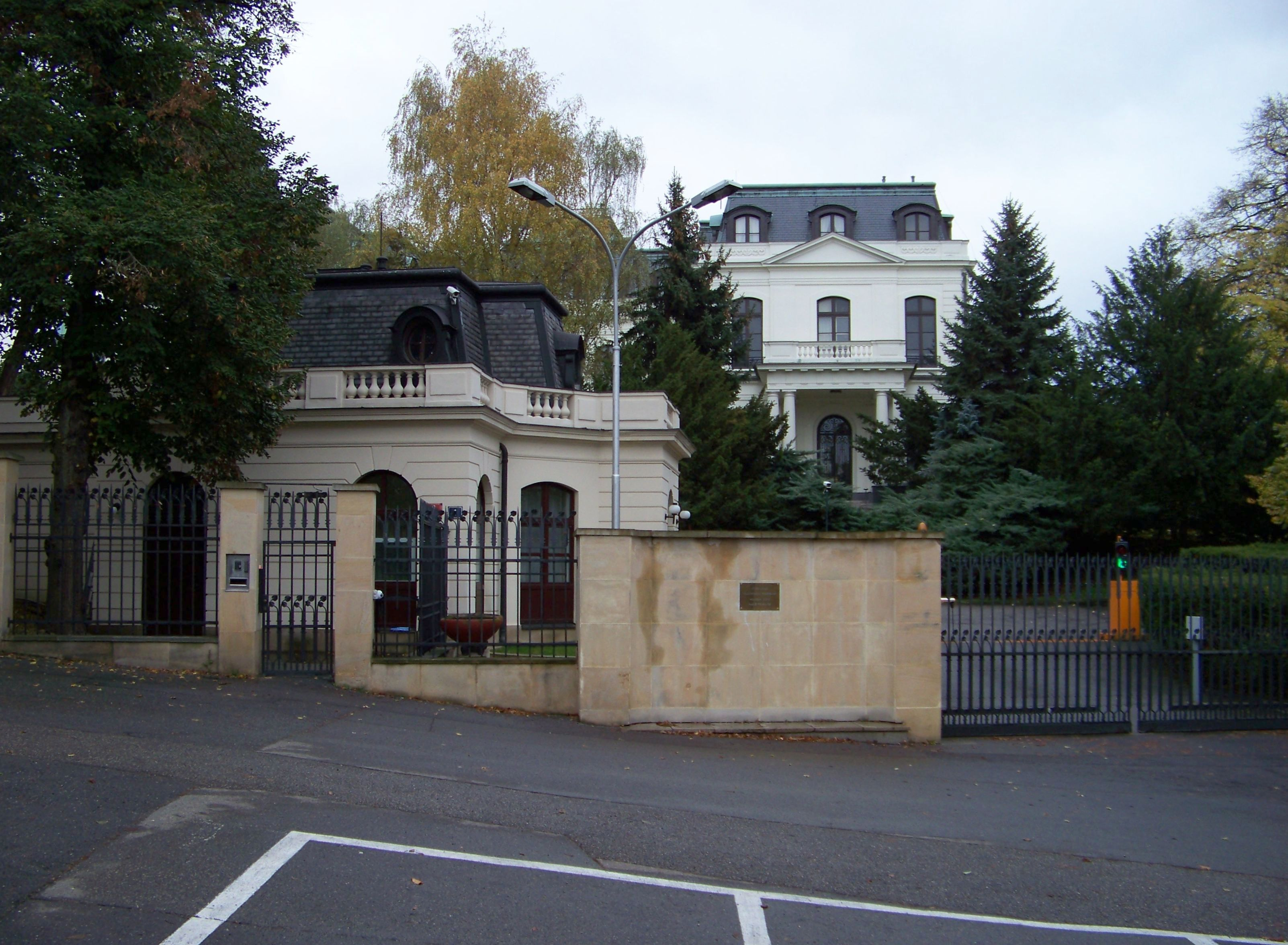
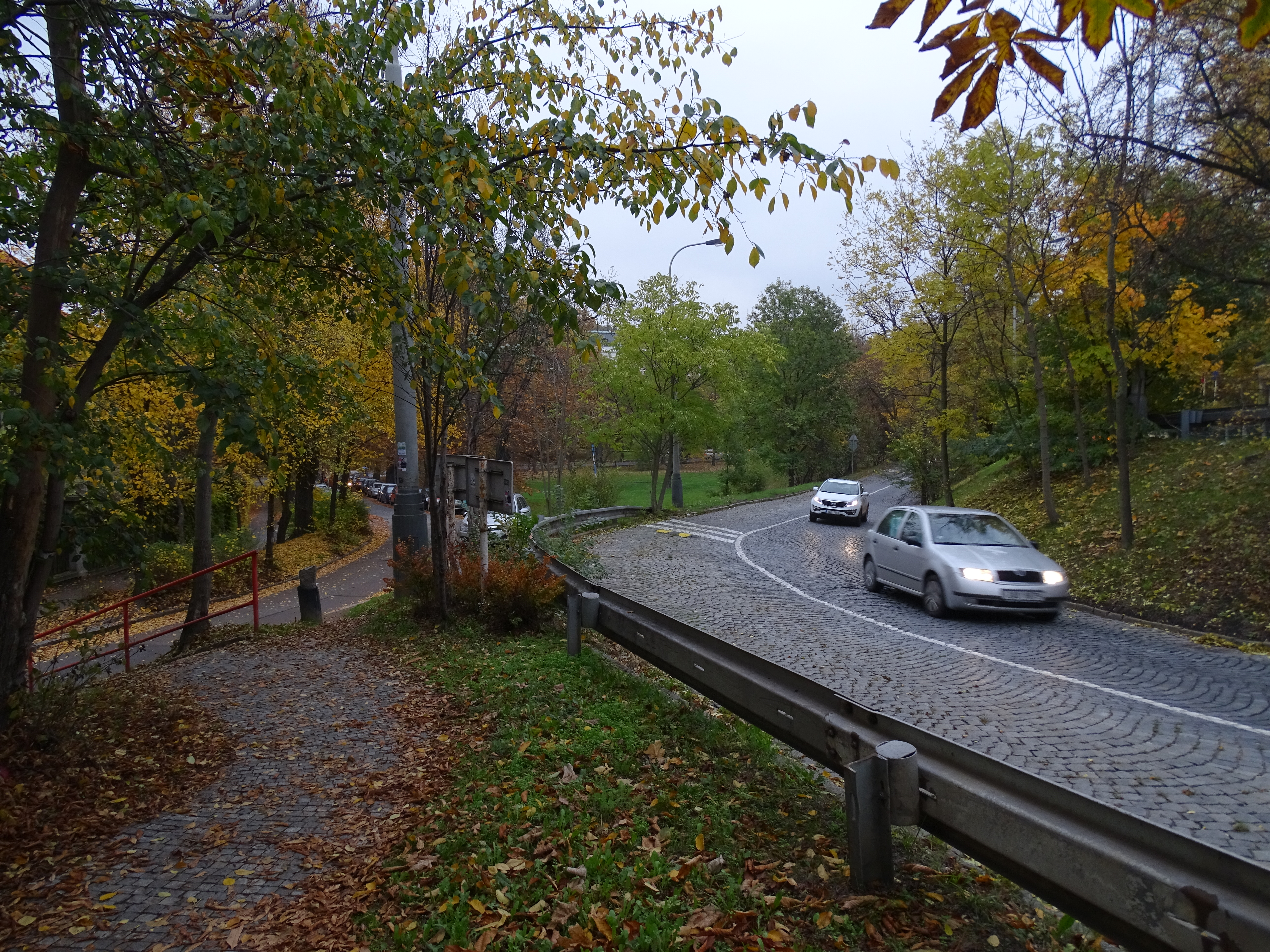
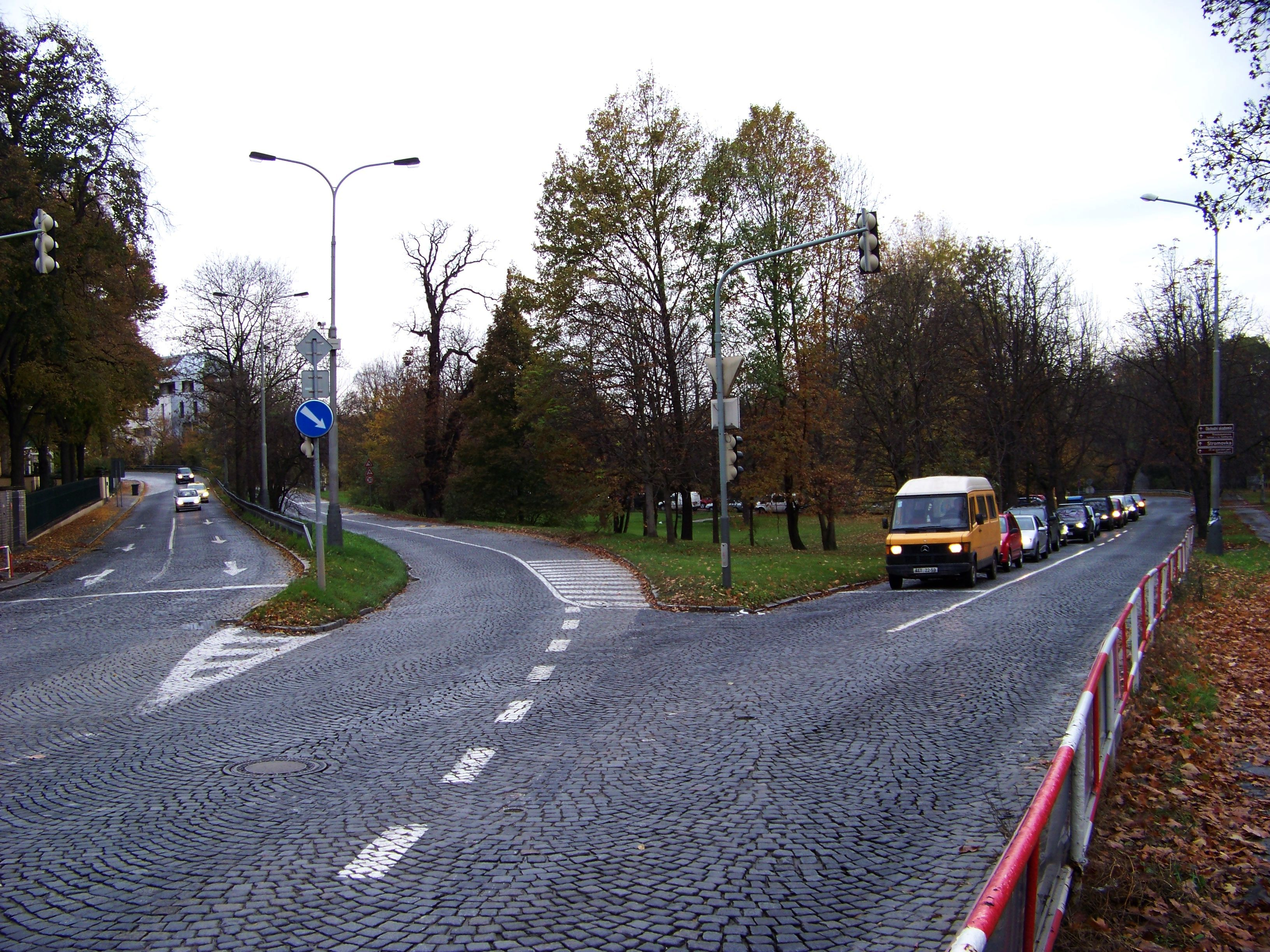
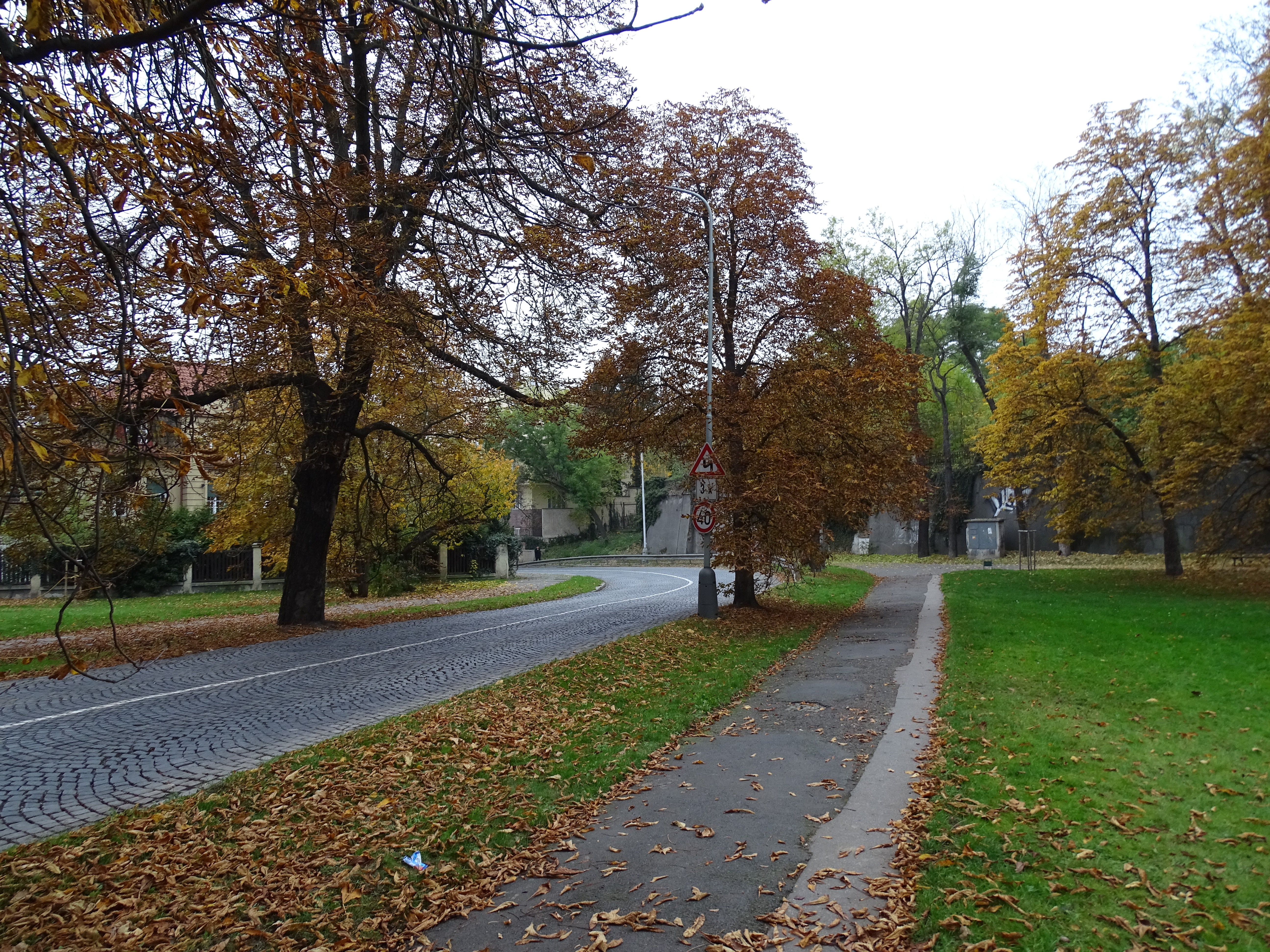
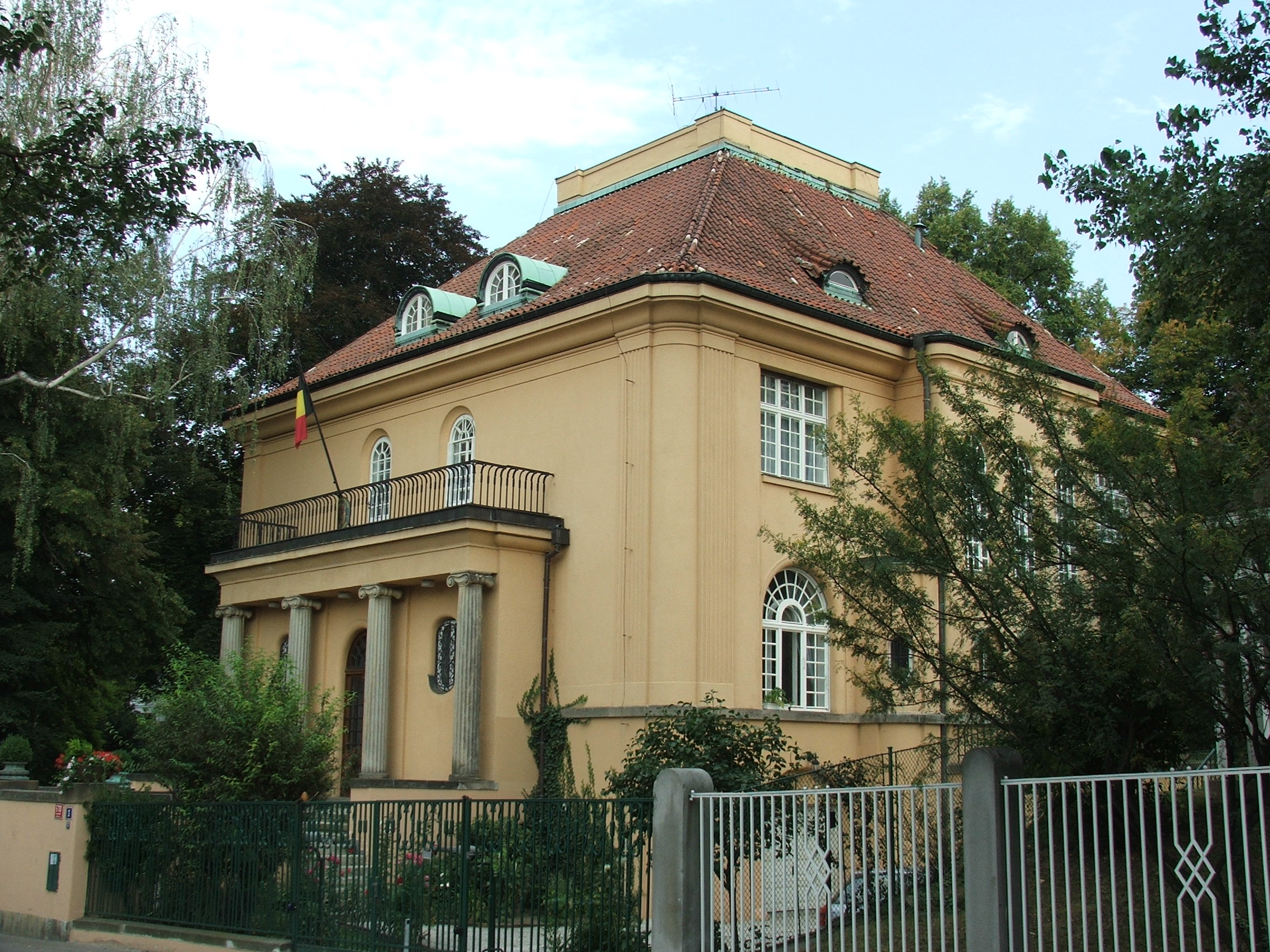
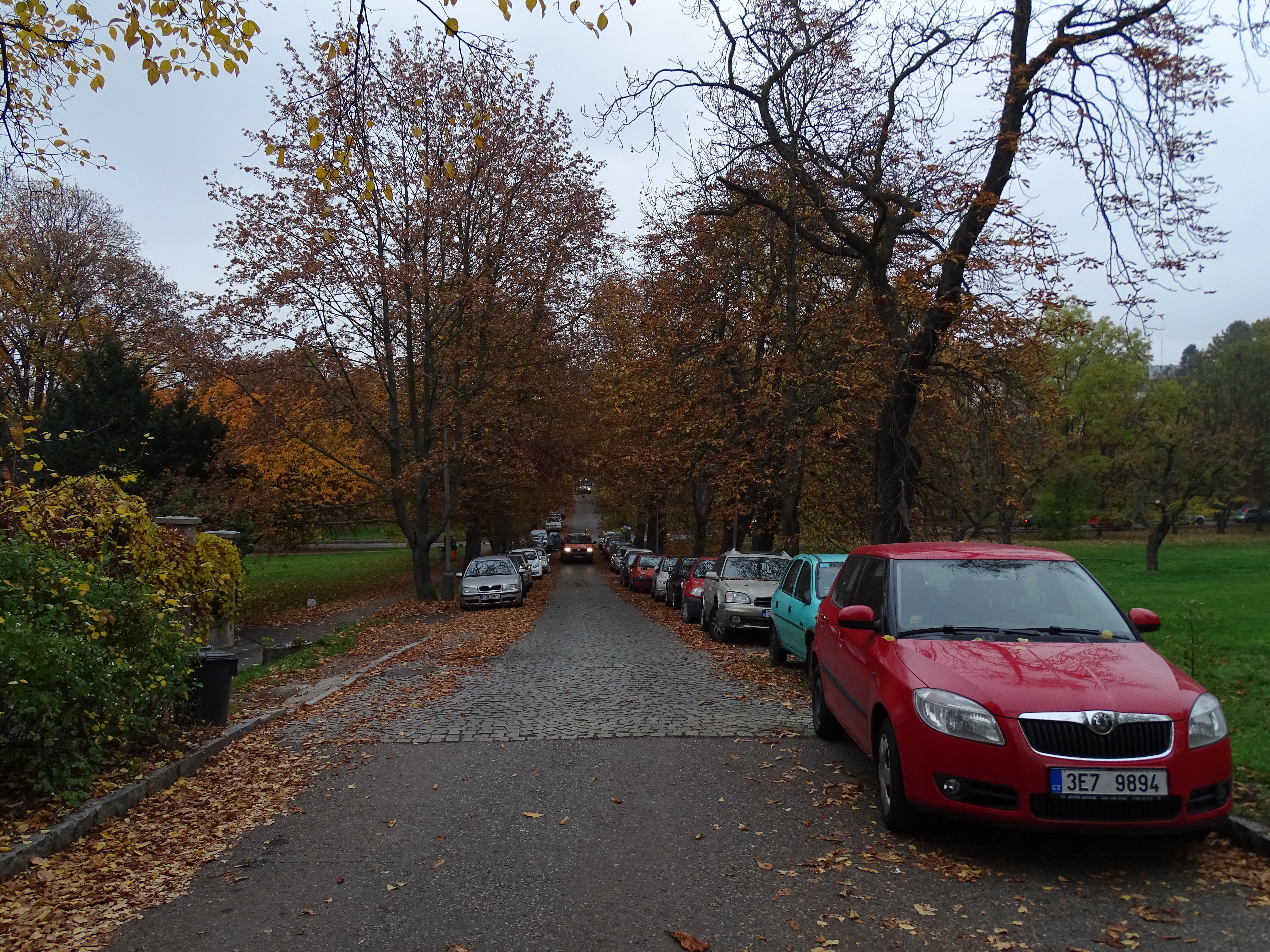
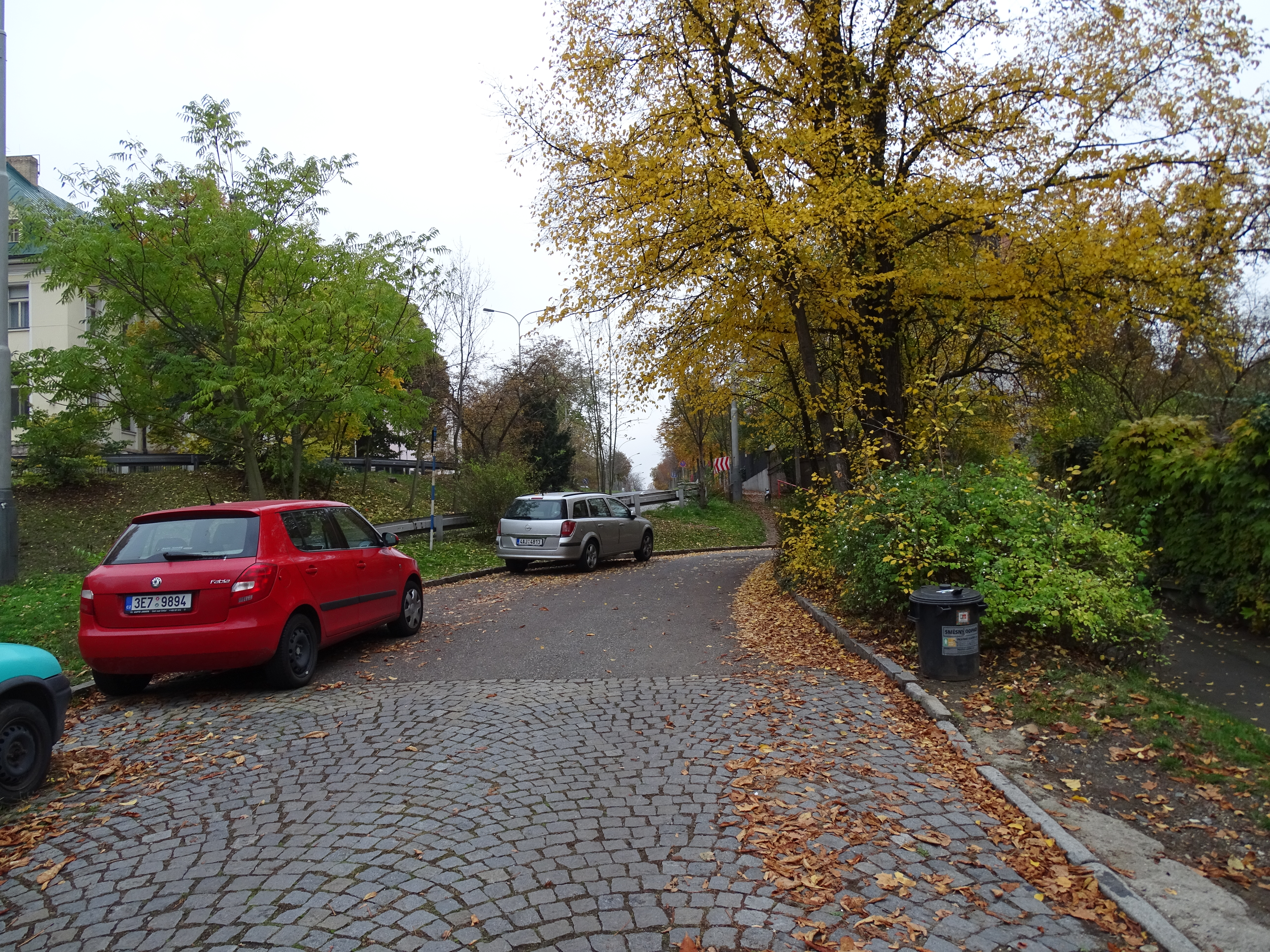
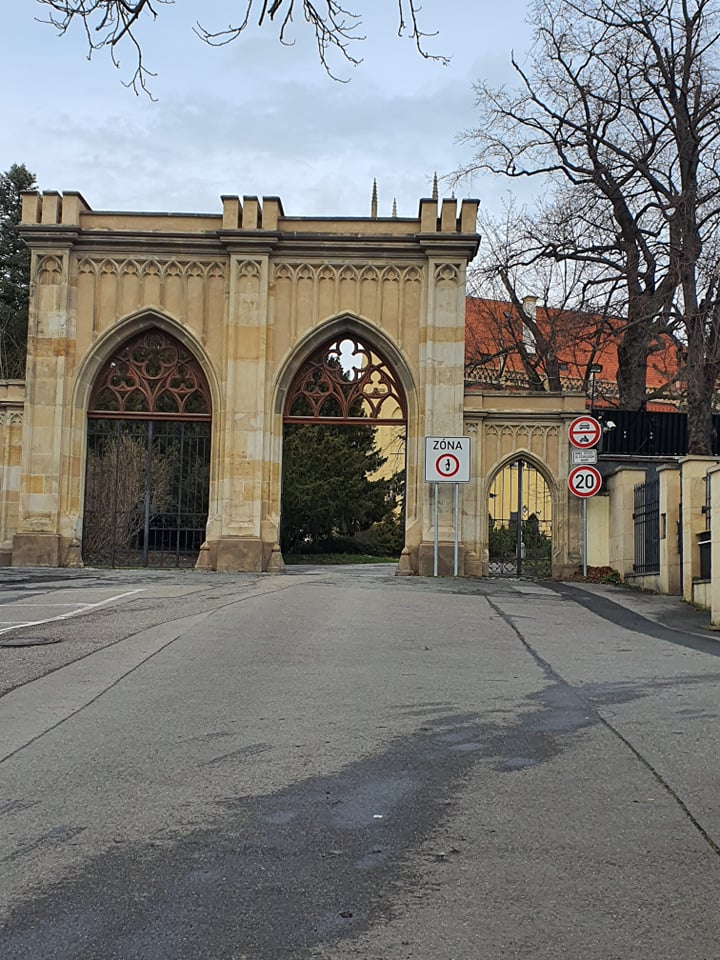
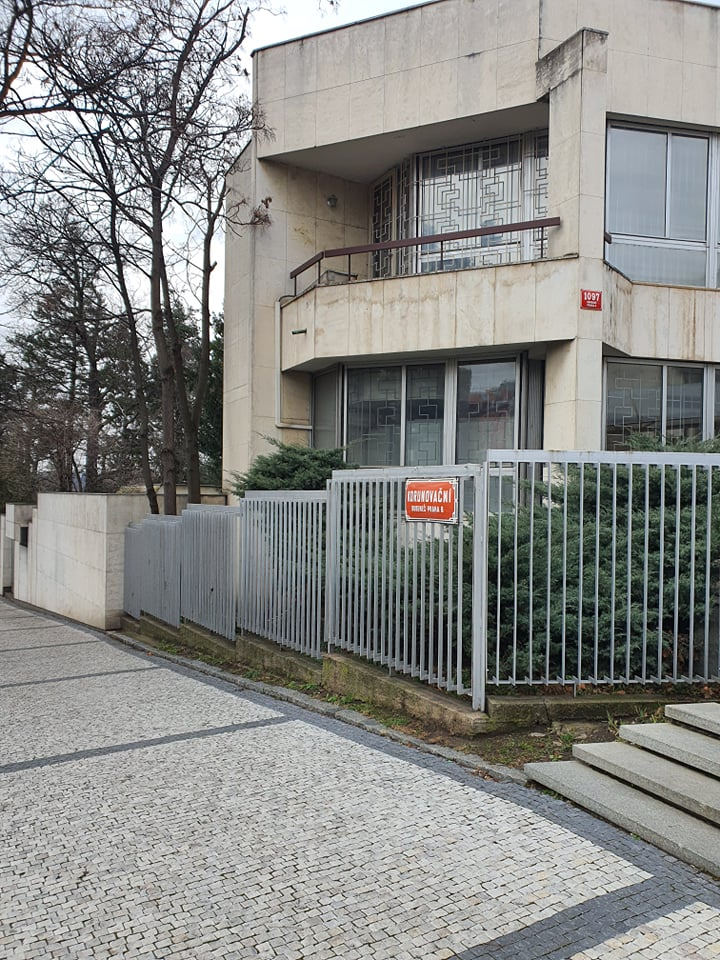
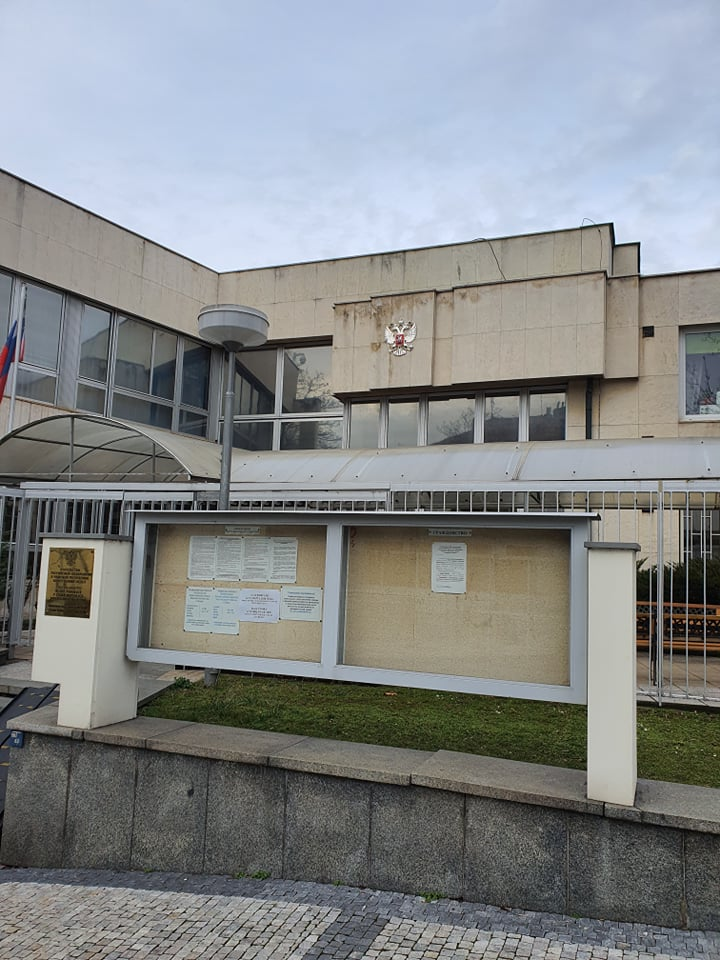
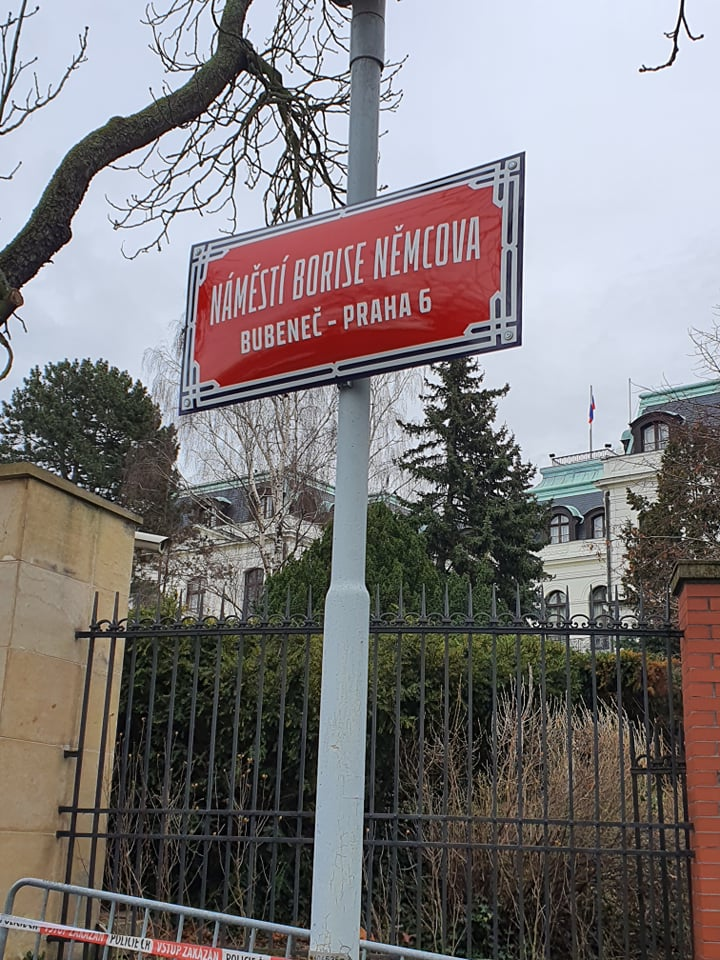
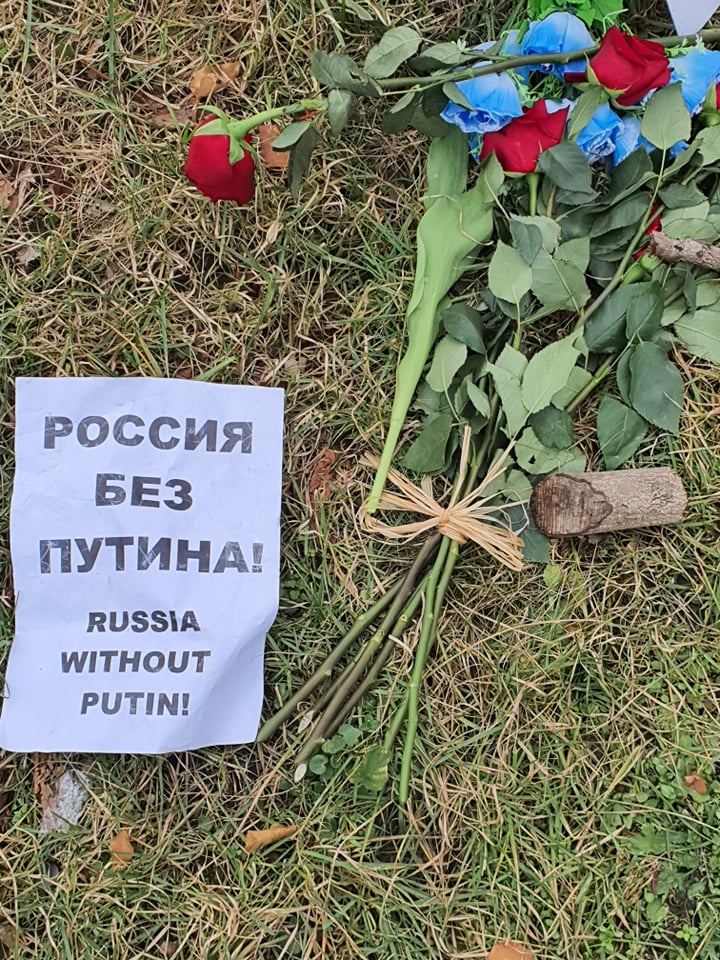